# Estuários dos Rios Minho e Coura
Estuários dos Rios Minho e Coura este o arie protejată (arie de protecție specială avifaunistică — SPA) din Portugalia întinsă pe o suprafață de 3.392,62 ha, integral pe uscat.

## Localizare
Centrul sitului Estuários dos Rios Minho e Coura este situat la coordonatele 41°55′13″N 8°46′31″W / 41.920395°N 8.77519°V.

## Înființare
Situl Estuários dos Rios Minho e Coura a fost declarat arie de protecție specială avifaunistică în martie 1988 pentru a proteja 73 de specii de animale.

## Biodiversitate
Situată în ecoregiunile atlantică și marină Atlantică, aria protejată conține 10 habitate naturale: Estuare, Vegetație anuală la limita mareei, Faleze cu vegetație de pe coastele atlantice și baltice, Salicornia și alte specii anuale care populează regiunile mlăștinoase și nisipoase, Pajiștile Spartina (Spartinion maritimae), Pășuni atlantice udate de apa mării (Glauco-Puccinellietalia maritimae), Dune mobile cu vegetație embrionară, Dune mobile de-a lungul țărmului cu Ammophila arenaria („dune albe”), Dune de coastă fixe cu vegetație erbacee („dune gri”), Dune împădurite cu Pinus pinea și/sau Pinus pinaster.
La baza desemnării sitului se află mai multe specii protejate:
- păsări (60): lăcar mare (Acrocephalus arundinaceus), lăcar-de-rogoz (Acrocephalus schoenobaenus), lăcar-de-lac (Acrocephalus scirpaceus), fluierar de munte (Actitis hypoleucos), pescăruș albastru (Alcedo atthis), rață pitică (Anas crecca), rață fluierătoare (Anas penelope), rață mare (Anas platyrhynchos), fâsă de luncă (Anthus pratensis), fâsă de pădure (Anthus spinoletta), fâsă de pădure (Anthus trivialis), stârc roșu (Ardea purpurea), ciuf de câmp (Asio flammeus), rața moțată (Aythya fuligula), ciocârlie-cu-degete-scurte (Calandrella brachydactyla), Calidris alba, fugaci de țărm (Calidris alpina), caprimulg (Caprimulgus europaeus), scatiu (Carduelis spinus),  prundaș gulerat mic (Charadrius dubius), prundaș gulerat mare (Charadrius hiaticula), erete de stuf (Circus aeruginosus), prepeliță (Coturnix coturnix), cuc (Cuculus canorus), egretă mică (Egretta garzetta), șoimul rândunelelor (Falco subbuteo), muscar negru (Ficedula hypoleuca), lișiță (Fulica atra), becațină comună (Gallinago gallinago), scoicar (Haematopus ostralegus), Hippolais polyglotta, rândunică (Hirundo rustica), stârc pitic (Ixobrychus minutus), Larus argentatus, pescăruș negricios (Larus fuscus), pescăruș râzător (Larus ridibundus), grelușel-de-zăvoi (Locustella luscinioides), ciocârlie de pădure (Lullula arborea), gușă albastră (Luscinia svecica), Mergus serrator, codobatura galbenă (Motacilla flava), muscar sur (Muscicapa striata), culic mare (Numenius arquata), grangur (Oriolus oriolus), vultur pescar (Pandion haliaetus), cormoran mare (Phalacrocorax carbo), pitulice-fluierătoare (Phylloscopus trochilus), ploier argintiu (Pluvialis squatarola), ciocântors (Recurvirostra avosetta), lăstun de mal (Riparia riparia), mărăcinar (Saxicola rubetra), chiră de mare (Sterna sandvicensis), turturică (Streptopelia turtur), graur (Sturnus vulgaris), silvie de zăvoi (Sylvia borin), silvie de câmp (Sylvia communis), fluierarul cu picioare roșii (Tringa totanus), sturzul viilor (Turdus iliacus), sturz-cântător (Turdus philomelos), nagâț (Vanellus vanellus)
- amfibieni (2): Chioglossa lusitanica, Discoglossus galganoi
- mamifere (1): vidră de râu (Lutra lutra)
- nevertebrate (2): fluturele auriu (Euphydryas aurinia), Oxygastra curtisii
- pești (7): Achondrostoma oligolepis, Alosa alosa, Alosa fallax, Petromyzon marinus, Pseudochondrostoma duriense, Rutilus arcasii, somonul (Salmo salar)
- reptile (1): Lacerta schreiberi

Pe lângă speciile protejate, pe teritoriul sitului au mai fost identificate 1 specie de păsări.